# Jurij Tjuljukin
Jurij Tjuljukin (russisk: Ю́рий Степа́нович Чулю́кин) (født 9. november 1929 i Moskva i det Sovjetunionen, død 7. marts 1987 i Maputo i Mozambique) var en sovjetisk filminstruktør, manuskriptforfatter og skuespiller.

## Filmografi
- Dym v lesu (Дым в лесу, 1955)[1][2]
- Nepoddajusjjijesja (Неподдающиеся, 1959)
- Devtjata (Девчата, 1961)
- Korolevskaja regata (Королевская регата, 1966)
- Ne khotju byt vzroslym (Не хочу быть взрослым, 1982)
- Kak stat stsjastlivym (Как стать счастливым, 1986)